# Кельнер, Карл (оптик)
Карл Кельнер (нем. Carl Kellner; 26 марта 1826 года, Хирценхайн, Веттерау — 13 мая 1855 года, Вецлар) — немецкий механик и математик -самоучка, основавший в 1849 году «Оптический институт», который впоследствии стал компанией Leitz, производящей камеры Leica .

## Биография
Карл Кельнер родился в Хирценхайне, Веттерау, в Гессене . В 1849 году он основал в Вецларе компанию «Optisches Institut» по производству линз и микроскопов . Кельнер изобрёл новую ахроматическую комбинацию линз для окуляра, который позволял создавать изображение с правильной перспективой и без искажений, свойственных для других оптических инструментов того времени. Своё изобретение он опубликовал в своём трактате Das orthoskopische Ocular, eine neu erfundene achromatische Linsencombination. Окуляр Кельнера до сих пор применяется в различных оптических устройствах.

## Наследие
После его ранней смерти в Вецларе в 1855 году от туберкулёза в возрасте 29 лет его вдова возглавила компанию, в которой в то время было двенадцать сотрудников. В 1856 году она вышла замуж за своего сотрудника Фридриха Белтла (27 февраля 1829 года — 9 мая 1869 года), который с тех пор управлял компанией. В 1864 году к ним присоединился специалист по точной механике Эрнст Лейтц; он стал партнёром 7 октября 1865 года, а затем, в 1869 году купил компанию и реорганизовал её под новым именем Ernst Leitz GmbH . Компания быстро расширилась; она выпускала недавно разработанный бинокулярный микроскоп, который имел успех на рынке.